# Dirk Heun
Dirk Heun (* 4. Januar 1953) ist ein ehemaliger deutscher Fußballspieler.
Er kam nach dem ersten Bundesligaabstieg 1975 von Rot-Weiß Oberhausen zu Tennis Borussia Berlin und spielte in der damaligen 2. Bundesliga Nord unter Trainer Helmuth Johannsen 15-mal, wobei ihm ein Tor gelang. In der darauf folgenden Saison, während der Tennis Borussia Berlin in der Bundesliga spielte, wurde Dirk Heun noch zehnmal eingesetzt.
Bis zum Sommer 2016 unterrichtete Dirk Heun die Fächer Sport, Kunst und Gesellschaftslehre an der Duisburger Gesamtschule Globus am Dellplatz.
Sein Sohn Dustin Heun spielte als Profi unter anderem für Eintracht Braunschweig und den 1. FC Union Berlin.